# Oracle Challenger Series – Houston 2018
Der Oracle Challenger Series – Houston 2018 war ein Tennisturnier der ATP Challenger Tour 2018 für Herren und ein Tennisturnier der WTA Challenger Series 2018 für Damen in Houston. Sie fanden zur gleichen Zeit vom 12. bis 18. November 2018 statt.